# Gertrud Jungnickel
Gertrud Jungnickel (* 23. Februar 1870 in Stendal; † 15. Juli 1947 in Freiburg im Breisgau) war eine deutsche Porträtmalerin.

## Leben

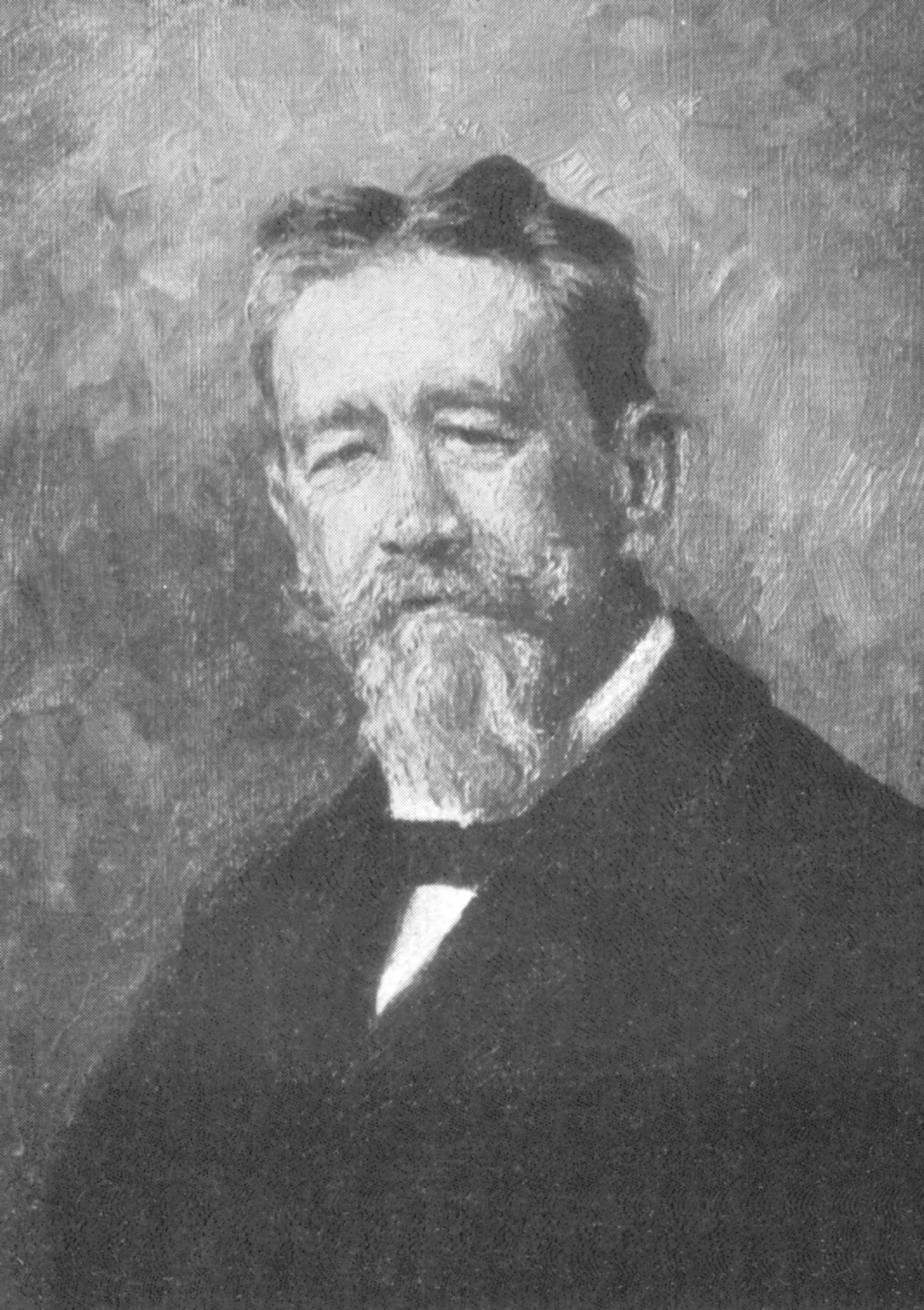
Porträt des Geheimrats S.

Um 1900 besuchte Gertrud Jungnickel die Malschule des Porträtmalers Walter Thor in München; seit 1903 war sie in Dachau tätig. Weitere Studien schlossen sich bei Ernst Eitner in Hamburg und bei Lovis Corinth in Berlin an. 
Bis 1911 war sie in Altona ansässig und unterhielt dort ein Atelier in der Bahnhofstr. 88; in dieser Zeit war sie Mitglied des Altonaer Künstlervereins und nahm an dessen Ausstellungen teil, so unter anderem 1911 im Altonaer Museum und 1912 im Donner-Schloss in Neumühlen an der Elbe.
1912 siedelte sie nach Freiburg im Breisgau über, war anfangs in der Jacobistr. 16 und später in der Stadtstr. 31 ansässig, wo sie bis zu ihrem Tod wohnhaft blieb.
Die Bildnisse von Gertrud Jungnickel zeigten Persönlichkeiten aus Altona und Freiburg.